# Hiding in the Light
"Hiding in the Light" là tập 5 trong tổng số 13 tập trong bộ phim tài liệu khoa học Mỹ Cosmos: A Spacetime Odyssey (n.đ. Vũ trụ: Chuyến du hành không-thời gian), được công chiếu lần đầu vào ngày 6 tháng 4 năm 2014 trên Fox và phát lại vào ngày 7 tháng 4 năm 2014 trên kênh National Geographic. Tập phim về chủ đề tìm hiểu tính chất của ánh sáng, máy ảnh, phương pháp khoa học, và cấu tạo của vũ trụ, bao gồm việc nhìn đến những đóng góp của nhà vật lý Ibn al-Haytham (965-1040), được mô tả như là "cha đẻ của phương pháp khoa học hiện đại".

## Nội dung
Tập phim này đề cập những lý thuyết sóng ánh sáng. Có thể nói ánh sáng đã đóng một vai trò vô cùng quan trọng trong tiến bộ khoa học, với các thí nghiệm cổ xưa như thí nghiệm buồng tối của nhà triết học Trung Quốc Mặc Tử hơn 2000 năm trước đây. Tyson mô tả công việc của nhà khoa học Ả Rập Ibn al-Haytham (Alhazen) (thế kỷ 11), được coi là một trong những người đầu tiên đưa ra định đề về bản chất của ánh sáng và thấu kính dẫn đến các khái niệm về kính thiên văn, cũng là một trong những nhà nghiên cứu đầu tiên sử dụng phương pháp khoa học.
Tyson bắt đầu nêu lên tính chất của ánh sáng được phát hiện bởi con người. Công trình của Isaac Newton sử dụng nhiễu xạ qua lăng kính cho thấy ánh sáng của quang phổ là nhìn thấy được. Còn William Herschel (thế kỷ 19) cho thấy rằng ánh sáng bao gồm các tia hồng ngoại (lúc đầu, ông lầm tưởng là nhiệt kế hỏng khi ông đặt nhiệt kế ấy ở khu vực không có màu (bên màu đỏ) mà nhiệt độ đo được cao hơn so với môi trường xung quanh). Joseph von Fraunhofer đã phóng đại quang phổ của ánh sáng nhìn thấy được, và thấy được khoảng trống trong quang phổ. Những vạch Fraunhofer này được xác định là do bởi sự hấp thụ ánh sáng bởi các electron trong việc di chuyển giữa các quỹ đạo nguyên tử (trong phim minh họa bằng mô hình Bohr) khi nó đi qua các nguyên tử, mỗi nguyên tử có vạch đặc trưng do tính chất lượng tử của các quỹ đạo nguyên tử. Điều này đã dẫn đến cái cốt lõi của quang phổ thiên văn học, cho phép các nhà thiên văn quan sát về thành phần của các ngôi sao, hành tinh, và các tính chất của sao khác thông qua các vạch quang phổ, cũng như quan sát sự chuyển động và mở rộng của vũ trụ, và sự tồn tại của vật chất tối.